# Steatoda capensis

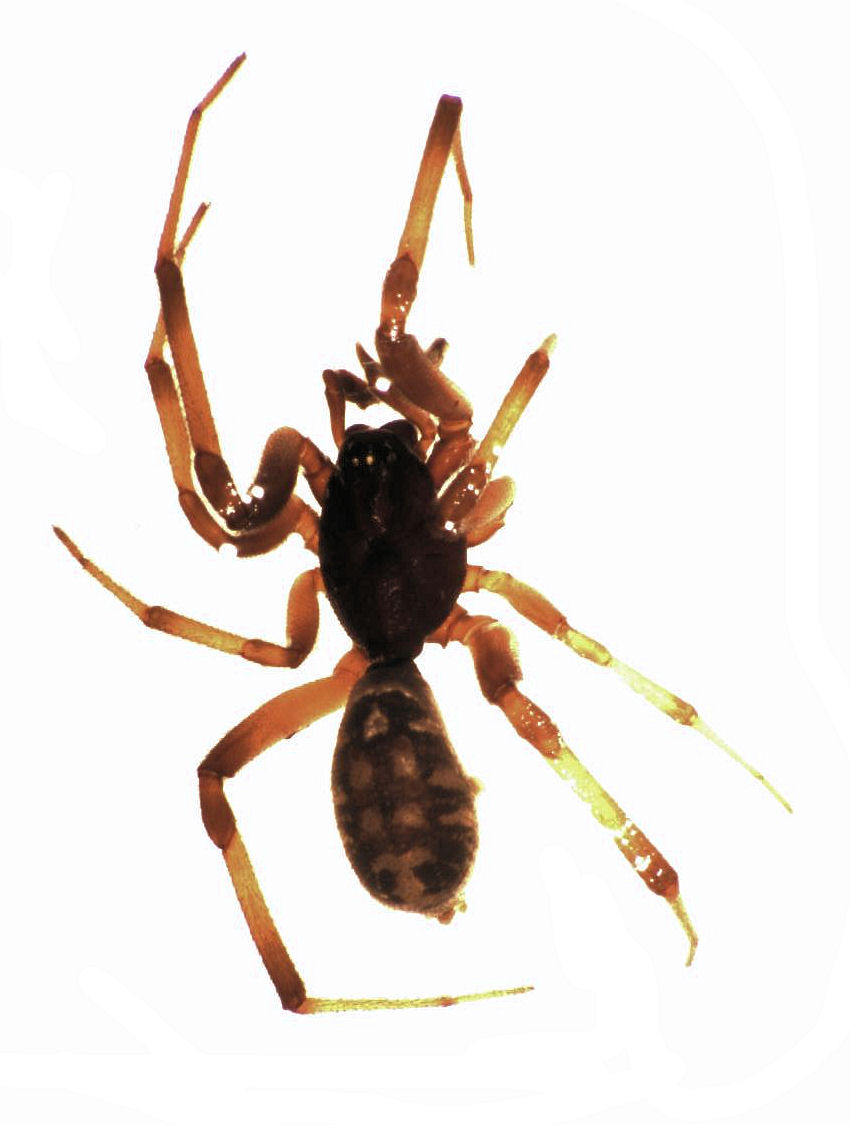
Männchen

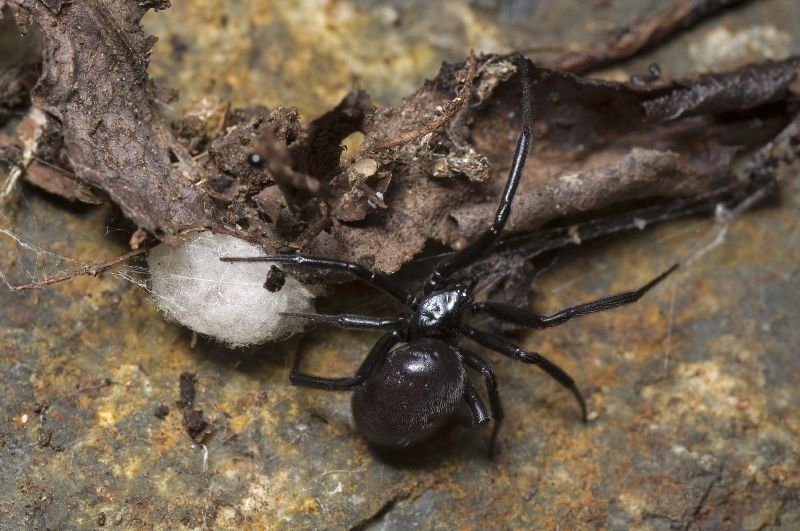
Weibchen mit Eikokon

Steatoda capensis ist eine Webspinne aus der Familie der Kugelspinnen (Theridiidae). Sie gehört zur Gattung der Fettspinnen (Steatoda), kann aber leicht mit den Spinnen der Gattung Echte Witwen (Latrodectus) verwechselt werden. Sie ist weniger gefährlich als die Vertreter der Echten Witwen, ihr Biss kann jedoch ebenfalls recht schmerzhaft sein. In Neuseeland wurde sie häufig mit der einheimischen Roten Katipo (Latrodectus katipo) oder deren schwarzer Farbvariante verwechselt und erhielt dort den Namen False Katipo (Falsche Katipo).

## Beschreibung
Die Weibchen erreichen eine Körperlänge von etwa 9 Millimetern, die Männchen bleiben etwas kleiner. Sie sind glänzend schwarz oder dunkelbraun gefärbt. Die Beine der Weibchen sind von brauner bis schwarzer Farbe, die der Männchen sind von hellgrüner oder oranger Farbe mit dunklen Gelenken.
In Form und Größe hat sie Ähnlichkeiten mit den Katipo-Arten aus der Gattung Latrodectus, manche Exemplare von Steatoda capensis haben einen schwachen und roten Streifen auf dem Hinterleib. Die Falsche Katipo unterscheidet sich von den Katipo-Arten durch die Anordnung der weißen Markierungen auf dem Hinterleib und dem schwächer ausgeprägten roten Streifen auf dem Hinterleib. Zudem fehlt bei Steatoda capensis die Sanduhrähnliche Zeichnung auf der Unterseite des Hinterleibs. Die seitlichen Augen von Steatoda capensis berühren sich oder sind weniger als der Augendurchmesser voneinander entfernt, die von Latrodectus katipo sind einen Augendurchmesser voneinander entfernt.
Die Ei-Kokons der Falschen Katipo erscheinen etwas flockiger, unordentlicher und offener als die der Roten Katipo. Steatoda capensis pflanzt sich in Neuseeland das ganze Jahr über fort, Latrodectus katipo nur in den Wintermonaten.

## Vorkommen und Lebensraum
Die Art kommt ursprünglich aus Südafrika, wurde aber nach Australien und Neuseeland eingeschleppt. Sie ist in ganz Südafrika häufig und die meist vertretene Art in und an Häusern. In Neuseeland besetzt die Falsche Katipo auf Stränden dieselben Lebensräume wie Latrodectus katipo. Möglicherweise ersetzt sie L. katipo, unter anderem auf Grund ihrer höheren Reproduktionsrate.

## Lebensweise
Die Art ernährt sich von kleinen Insekten.

## Taxonomie
Steatoda capensis wurde zuerst 1903 als Teutana lepida von Octavius Pickard-Cambridge, einem britischen Arachnologen, beschrieben. Schon 1897 hatte Pickard-Cambridge eine neuseeländische Spinne aus der Familie der Kugelspinnen mit dem Namen Lithyphantes lepidus belegt.  1957 stellte Herbert Walter Levi fest, dass sowohl Lithyphantes, als auch Teutana, als Synonyme der Gattung Steatoda aufgefasst werden müssten. Alle Arten mit diesen beiden Gattungsnamen gehören also zur Gattung Steatoda. Für Lithyphantes lepidus und Teutana lepida ergab sich ein Konflikt, denn nach der Umbenennung hätten beide Arten Steatoda lepida heißen müssen. Da es sich bei Lithyphantes lepidus um die eher beschriebene Art handelte, erhielt diese nach der Prioritätsregel den Namen Steatoda lepida. Für Teutana lepida schlug S. W. Hann 1990 den neuen Namen (nomen novum) Steatoda capensis vor, da das erste beschriebene Exemplar dieser Spinne in Kapstadt gefunden worden war.